# Ich-Denkmal

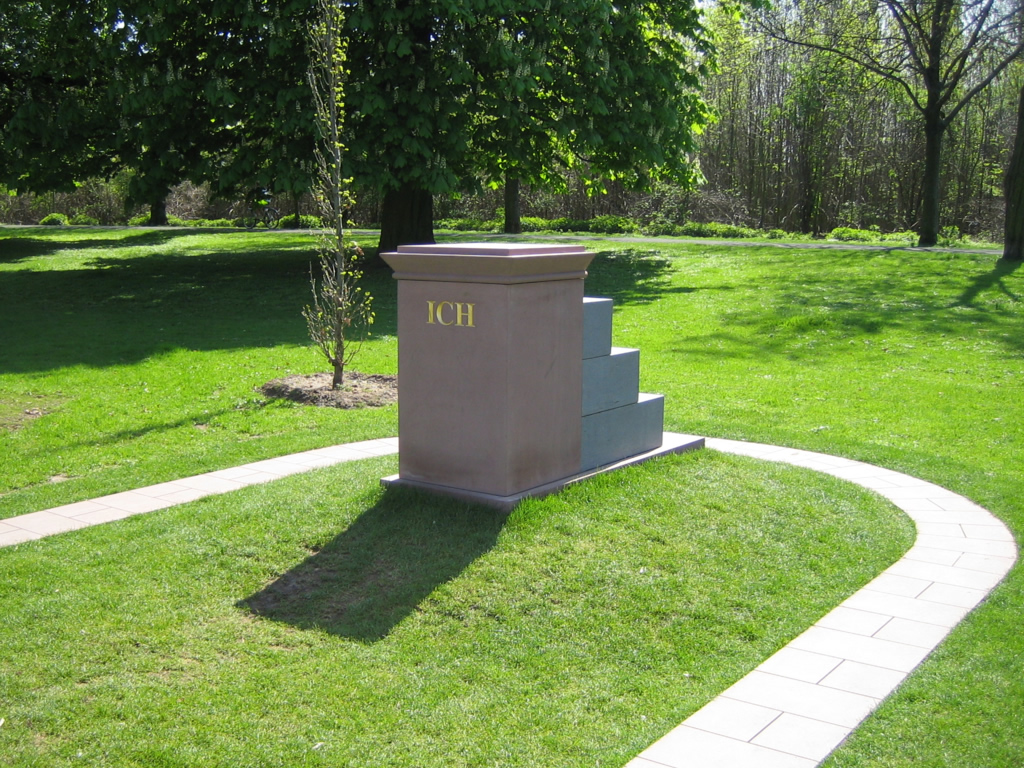
Ich-Denkmal

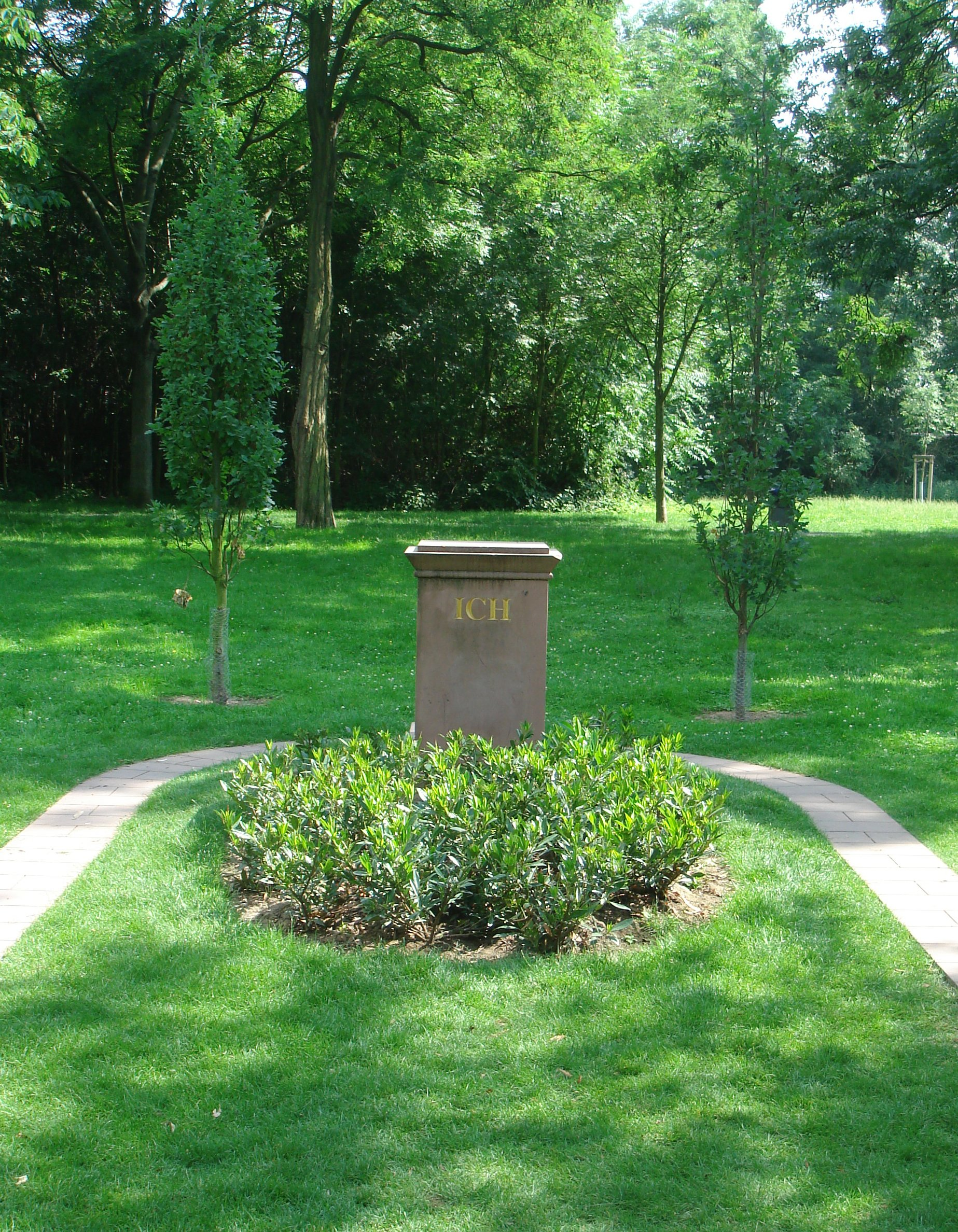
Ich-Denkmal: frontale Ansicht

Ein Ich-Denkmal ist eine Skulptur, die erstmals in der Stadt Frankfurt am Main errichtet wurde. Das Werk des Künstlers Hans Traxler in Zusammenarbeit mit dem Steinmetz Reiner Uhl steht seit dem 24. März 2005 im Stadtteil Oberrad, in der Mainuferanlage zwischen Rudererdorf und Gerbermühle im Frankfurter Grüngürtel.
Seit dem 29. Juli 2007 steht ein zweites Exemplar in Kassel am Brüder-Grimm-Platz, aufgestellt anlässlich der parallel zur documenta 12 stattfindenden Caricatura V. Es befindet sich am früheren Standort des Wimmel-Denkmals, das Mitte der 1960er Jahre einem geplanten Brüder-Grimm-Brunnen weichen musste. Der Brunnen wurde jedoch nicht realisiert.
Das dritte Exemplar wurde am 27. September 2019 in Bielefeld errichtet. Es befindet sich im Zentrum der Stadt im Park der Menschenrechte. Alle drei Ich-Denkmäler sind nach dem Entwurf von Hans Traxler erstellt worden und zählen zum Genre der Komischen Kunst; das Frankfurter Exemplar ist Teil der Reihe Komische Kunst im Frankfurter Grüngürtel.
Ein Ich-Denkmal besteht aus einem steinernen Sockel, wie ihn üblicherweise Denkmäler berühmter Personen der Zeitgeschichte besitzen, auf dem jedoch keine Statue steht. Auf der Vorderseite steht „ICH“ in goldenen Großbuchstaben, an der Rückseite ermöglicht eine dreistufige Treppe das Besteigen des Sockels.

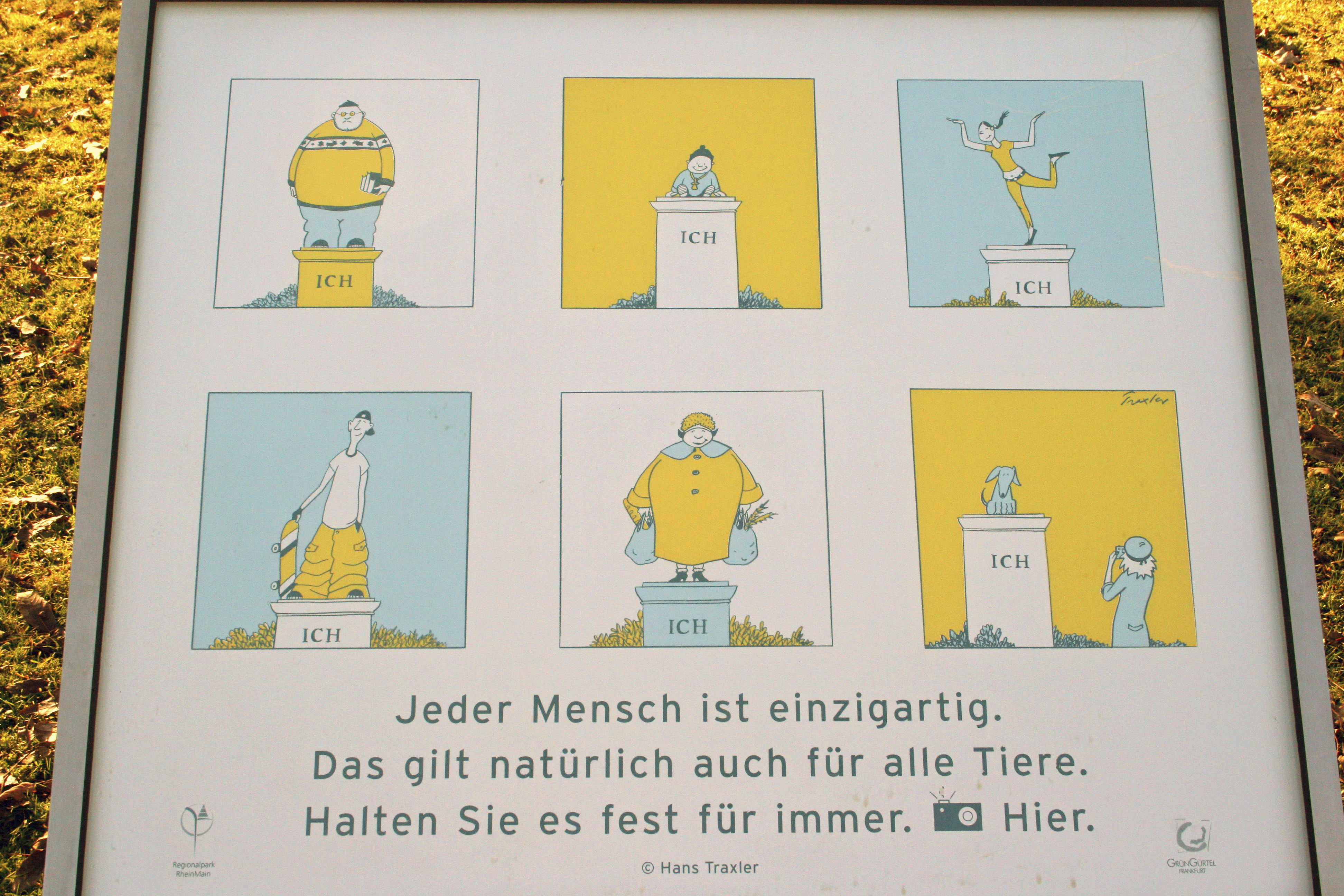
Tafel am Denkmal

Unter dem Kontext „Jeder Mensch ist einzigartig“ werden Besucher animiert, den Sockel zu besteigen und sich dort, angeregt von Traxlers Zeichnungen auf einer Schautafel, in verschiedenen Posituren fotografieren zu lassen. Der so fotografierte Besucher wird selbst zum Denkmal.
Auf der Schautafel steht:
Jeder Mensch ist einzigartig.
Das gilt natürlich auch für alle Tiere.
Halten Sie es fest für immer. Hier.